# Municipio de Beauvais
El municipio de Beauvais (en inglés: Beauvais Township) es un municipio ubicado en el condado de Ste. Genevieve en el estado estadounidense de Misuri. En el año 2010 tenía una población de 1789 habitantes y una densidad poblacional de 8,5 personas por km².

## Geografía
El municipio de Beauvais se encuentra ubicado en las coordenadas 37°49′26″N 90°4′23″O / 37.82389, -90.07306. Según la Oficina del Censo de los Estados Unidos, el municipio tiene una superficie total de 210.58 km², de la cual 208,76 km² corresponden a tierra firme y (0,86 %) 1,82 km² es agua.

## Demografía
Según el censo de 2010, había 1789 personas residiendo en el municipio de Beauvais. La densidad de población era de 8,5 hab./km². De los 1789 habitantes, el municipio de Beauvais estaba compuesto por el 97,32 % blancos, el 1,06 % eran afroamericanos, el 0,56 % eran amerindios, el 0,11 % eran asiáticos, el 0,22 % eran de otras razas y el 0,73 % eran de una mezcla de razas. Del total de la población el 0,84 % eran hispanos o latinos de cualquier raza.